# Polinik (Spittal an der Drau)
Polinik är ett berg i Österrike.   Det ligger i distriktet Spittal an der Drau och förbundslandet Kärnten, i den centrala delen av landet, 280 km sydväst om huvudstaden Wien. Toppen på Polinik är 2 784 meter över havet.
Terrängen runt Polinik är huvudsakligen mycket bergig. Närmaste större samhälle är Obervellach, 5,4 km nordost om Polinik. 
I omgivningarna runt Polinik växer i huvudsak barrskog. Runt Polinik är det ganska glesbefolkat, med 29 invånare per kvadratkilometer.